# Hellraiser: Hellseeker
Hellraiser: Hellseeker è un film del 2002 diretto da Rick Bota.
Conosciuto come anche Hellraiser VI, è il sesto capitolo della saga di Hellraiser con protagonista il cenobita Pinhead e la misteriosa Scatola di Lemarchand.

## Trama
USA, 15 anni dopo i fatti del primo e secondo film. Kirsty Cotton ha un tragico incidente d'auto in seguito al quale lei è dispersa mentre il marito Trevor Gooden, che, sebbene si sia salvato, ora soffre di amnesia e mal di testa, viene indagato per uxoricidio.
Un mese dopo. Cercando di dimostrare la sua innocenza, Travor, in un viaggio tra ricordi e allucinazioni di cenobiti, scopre, non solo di esser stato un marito fedifrago e di aver organizzato col collega Bret l'omicidio della moglie da cui non voleva divorziare per non perdere l'eredità, ma, soprattutto, di averle regalato la Scatola di Lemarchand al fine di liberarsi di lei senza rischiare la galera.
Quando poi, dopo aver visto Bret spararsi e aver scoperto che le sue amanti Gwen, Tawny e Sage sono state torturate e uccise con un colpo di pistola, Trevor incontra Pinhead che, dopo averlo uncinato, gli rivela che dopo che Kirsty ha aperto la scatola ha barattato la sua anima con quella di altre cinque persone: Gwen, Tawny, Sage, Bret e Trevor stesso; il giorno dell'incidente, infatti, Kristy, che aveva già ucciso gli altri facendo cadere la colpa sul marito, sparò a Trevor facendolo passare per il suicidio di un pazzo assassino.
Poco prima di lasciare la scena dell'incidente, il Det. Lange, incaricato delle indagini, dà a Kristy la Scatola e lei la prende.

## Produzione
Il film segna il ritorno della protagonista del primo e secondo capitolo, Kirsty Cotton, interpretata da Ashley Laurence. Il film è stato rilasciato per la prima volta in America il 15 ottobre 2002, le riprese si sono svolte a Vancouver, British Columbia, Canada.